# Lin Jaldati
Lin Jaldati (n. 13 decembrie 1912, Amsterdam, Țările de Jos – d. 31 august 1988, Berlinul de Est, RDG) a fost o cântăreață est-germană de origine olandeză ce a interpretat în limba idiș. Ea a fost o supraviețuitoare a Holocaustului și una dintre ultimele persoane care au văzut-o în viață pe Anne Frank. Socialistă autodeclarată, a cântat în limba idiș în Rusia, China, Coreea de Nord și Vietnam din anii 1950 până în anii 1970.

## Viața și cariera
Lin Jaldati s-a născut pe 13 decembrie 1912 în Amsterdam, Olanda, purtând inițial numele Rebekka Brilleslijper. În timpul celui de-al Doilea Război Mondial, a fost deportată în lagărul de concentrare Bergen-Belsen și în lagărul de concentrare de la Auschwitz, dar a supraviețuit. Ea a fost una dintre ultimele persoane care au văzut-o în viață pe Anne Frank.
Jaldati a fost o cântăreață în limba idiș. Ea a cântat la Moscova, Rusia, la sfârșitul anilor 1950. Prin 1965, ea a interpretat în China și Coreea de Nord. Ea a cântat apoi în Indonezia, Thailanda, India și Vietnam în anii 1970.
S-a căsătorit cu Eberhard Rebling, un imigrant german. Au avut împreună o fiică, Jalda Rebling. Familia a locuit în Berlinul de Est. Ea a fost o susținătoare a socialismului.

## Moartea
Jaldati a murit pe 31 august 1988 în Berlinul de Est, Germania.